# 크리스티아네 파울
크리스티아네 파울(Christiane Paul, 1974년 3월 8일 ~ )은 독일의 배우이다.

## 출연 작품

### 영화
- 노킹 온 헤븐스 도어 (1997)
- 7월에 (2000)
- 디 벨레 (2008)

### 텔레비전
- 포화 속의 우정 (2013)
- 카운터파트 (2018)
- FBI: 인터내셔널 (2021-22)